# Catarina (Texas)
Catarina és una concentració de població designada pel cens dels Estats Units a l'estat de Texas. Segons el cens del 2000 tenia 135 habitants.

## Demografia
Segons el cens del 2000, Catarina tenia 135 habitants, 46 habitatges, i 40 famílies. La densitat de població era de 13,8 habitants per km².
Dels 46 habitatges en un 30,4% hi vivien nens de menys de 18 anys, en un 71,7% hi vivien parelles casades, en un 17,4% dones solteres, i en un 10,9% no eren unitats familiars. En el 8,7% dels habitatges hi vivien persones soles el 2,2% de les quals corresponia a persones de 65 anys o més que vivien soles. El nombre mitjà de persones vivint en cada habitatge era de 2,93 i el nombre mitjà de persones que vivien en cada família era de 3,15.
Per edats la població es repartia de la següent manera: un 20,7% tenia menys de 18 anys, un 8,9% entre 18 i 24, un 19,3% entre 25 i 44, un 27,4% de 45 a 60 i un 23,7% 65 anys o més.
L'edat mediana era de 46 anys. Per cada 100 dones de 18 o més anys hi havia 91,1 homes.
La renda mediana per habitatge era de 41.000 $ i la renda mediana per família de 41.000 $. Els homes tenien una renda mediana de 58.750 $ mentre que les dones 24.750 $. La renda per capita de la població era de 16.270 $. Aproximadament el 5% de les famílies i el 5,9% de la població estaven per davall del llindar de pobresa.

## Poblacions més properes
El següent diagrama mostra les poblacions més properes.